# Армянское человеколюбивое общество
Бакинское армянское человеколюбивое общество во имя святого Григория Просветителя (арм. Բաքվի հայոց մարդասիրական ընկերություն  հանուն Ս. Գրիգոր Լուսավորչին Հայաստանի) — благотворительная организация, созданная и управляемая армянской общиной Баку. Она была основана в 1863—1864 годах и стала первой благотворительной организацией на Кавказе. В 1870 году Армянское человеколюбивое общество основало в Баку первую библиотеку и издательство. Библиотека была самой большой на Кавказе.

## История
Армянское человеколюбивое общество Баку было основано доктором Давидом Ростомяном и Мовсесом Зограбянцем. Здание было построено на улице Гимназической, 195 (ныне улица Льва Толстого). Ростомян, написавший устав Армянского человеколюбивого общества, обратился с ходатайством к местному правительству Баку о создании Общества. Как только петиция была принята, средства на строительство общества были предоставлены за счёт пожертвований богатых армян Баку, а также за счёт вступительных и членских взносов. Общая цель общества состояла в том, чтобы помогать бедным, развивать и строить библиотеки и школы, собирать средства на стипендии, издавать книги и улучшать общее благосостояние общества. К 1895 году организация в конечном итоге субсидировала девятнадцать школ, в которых обучались 1440 учащихся. К 1896 году общество профинансировало проекты в области образования на сумму 110 000 рублей. Общество также управляло детским садом на сорок детей, школой для девочек, детским домом для 20-30 сирот, гимназией, библиотекой, издательством и учебными заведениями. К 1899 году общество насчитывало 500 членов. Среди многих членов руководства были видные армянские деятели такие как политик Микаел Бабаджанян. Общество также делало значительные пожертвования на финансирование школ и образование армян в Османской империи.
Во время Первой мировой войны (1914—1918) и резни армян в Баку (1918) Армянское человеколюбивое общество оказало помощь многим раненым армянам. Однако после сентябрьской резни Общество приостановило свою деятельность.
После прихода в Баку советской власти в 1920 году Армянское человеколюбивое общество официально прекратило свою деятельность.

## Библиотека

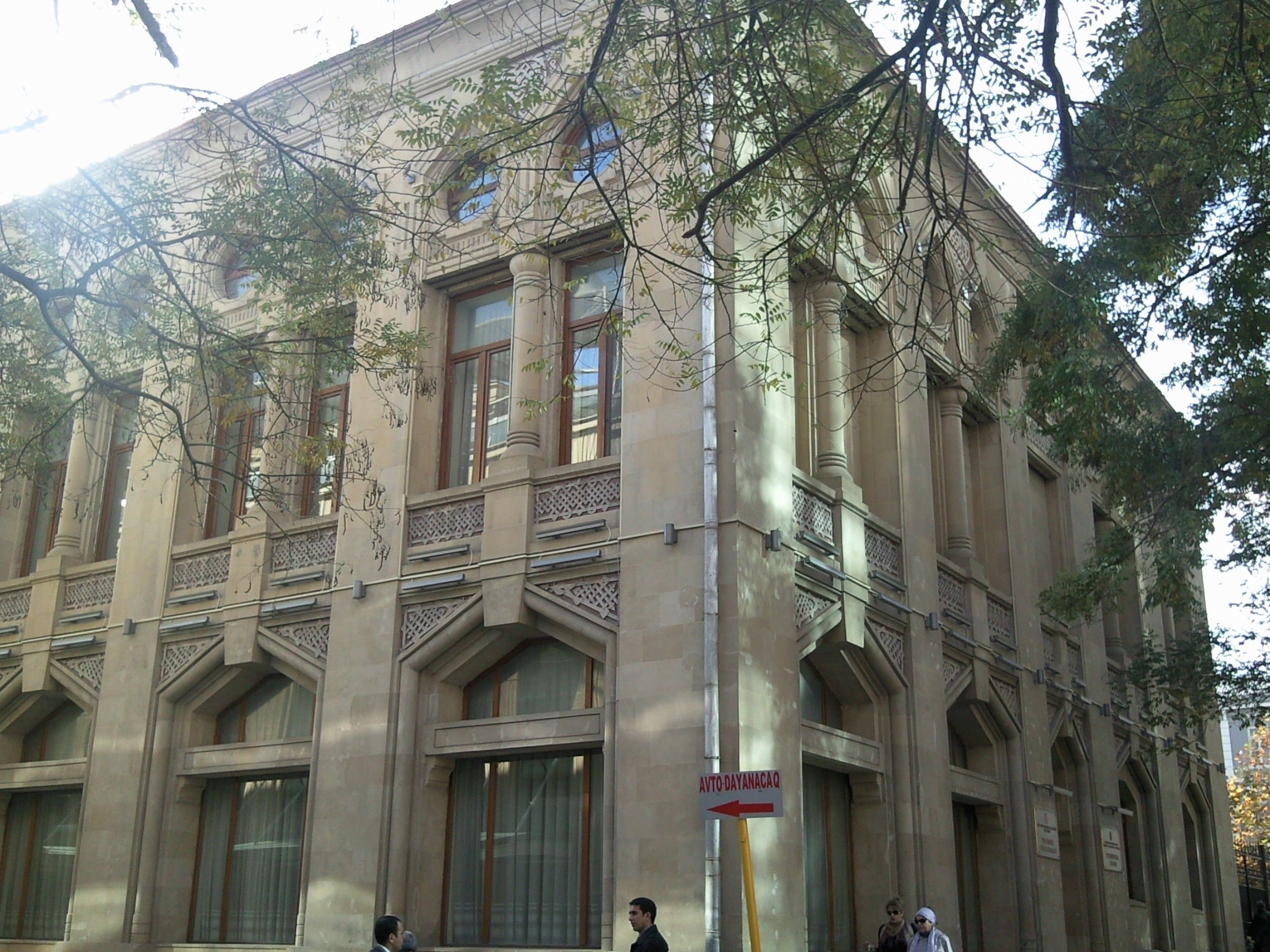
Библиотека Армянского человеколюбивого общества (ныне Президентская библиотека Азербайджана) в её нынешнем виде

Армянское человеколюбивое общество открыло в 1870 году библиотеку, которая стала первой в своём роде в Баку. Библиотекой, в которой хранились книги на многих языках, пользовались представители всех национальностей. Для чтения книг существовала ежемесячная членская плата в размере 30 копеек. По имеющимся сведениям, в библиотеке было 9000 книг. К 1914 году количество книг возросло до 21 800 с 68 периодическими изданиями. Многие из библиотекарей со временем стали видными армянскими интеллектуалами и писателями. Наиболее выдающимся среди них был драматург Александр Мовсисян, более известный как Ширванзаде, который был библиотекарем между 1881 и 1883 годами.
Из-за строгой цензуры российского царского правительства деятельность библиотеки была временно приостановлена (см. Закон о сосредоточении управления имуществами).
После строительства Церкви Святого Григория Просветителя библиотека в конце концов переехала в свои помещения в 1913 году, где возобновила свою деятельность.
После прекращения деятельности Армянского человеколюбивого общества библиотека была закрыта. Во времена Советского Союза она была вновь открыта как Публичная библиотека имени Ленина.
После распада Советского Союза библиотека стала называться Центральной городской библиотекой. В 2003 году Центральная городская библиотека стала Президентской библиотекой Азербайджана и продолжает обслуживать бакинцев по сей день.

## Память
Выдающийся азербайджанский писатель и публицист Гасан-бек Зардаби высоко оценил усилия армянской общины. Зардаби выразил недовольство тем, что в 1871 году мусульманское население Баку не смогло создать собственную благотворительную организацию. В 1905 году в номере газеты «Хаят» Зардаби вспоминал о своих неудачных попытках открыть благотворительную организацию и восклицал: «братья, сравните нас с нашими армянскими соседями!»
Библиотека считалась самой богатой в Закавказье по версии Союза писателей СССР.